# Trofeo Mundial de Rugby Juvenil 2014
El Trofeo Mundial de Rugby Juvenil 2014 fue la séptima edición de la competición de rugby masculino de segundo nivel que anualmente lleva a cabo la International Rugby Board (IRB) y la primera vez que se celebra en Asia. Se disputó del 7 al 19 de abril en el Estadio Hong Kong Football Club.
El campeonato fue para Japón que venció en la final a Tonga por un marcador de 35 - 10. Los asiáticos lograron ganar una final del Trofeo Mundial después de cuatro intentos y clasificaron al Campeonato Mundial de Rugby Juvenil de la edición 2015.

## Equipos participantes[3]
| - Selección juvenil de rugby de Estados Unidos (Junior All-Americans) - Selección juvenil de rugby de Tonga - Selección juvenil de rugby de Georgia (Junior Lelos) - Selección juvenil de rugby de Hong Kong (Dragons) | - Selección juvenil de rugby de Canadá - Selección juvenil de rugby de Japón - Selección juvenil de rugby de Uruguay (Teros M20) - Selección juvenil de rugby de Namibia (Young Welwitschias) |

## Grupo A

### Posiciones[4]
| Pos. | Equipo         | Encuentros | Encuentros | Encuentros | Encuentros | Tantos  | Tantos    | Tantos     | Puntos Bonus | Puntos Totales |
| Pos. | Equipo         | jugados    | ganados    | empatados  | perdidos   | a favor | en contra | diferencia | Puntos Bonus | Puntos Totales |
| ---- | -------------- | ---------- | ---------- | ---------- | ---------- | ------- | --------- | ---------- | ------------ | -------------- |
| 1    | Tonga          | 3          | 2          | 0          | 1          | 77      | 72        | + 5        | 2            | 10             |
| 2    | Estados Unidos | 3          | 2          | 0          | 1          | 72      | 40        | + 32       | 2            | 10             |
| 3    | Georgia        | 3          | 2          | 0          | 1          | 67      | 31        | + 36       | 1            | 9              |
| 4    | Hong Kong      | 3          | 0          | 0          | 3          | 24      | 97        | - 73       | 0            | 0              |

Nota: Se otorgan 4 puntos al equipo que gane un partido y 2 al que empate
Puntos Bonus: 1 punto por convertir 4 tries o más en un partido y 1 al equipo que pierda por no más de 7 tantos de diferencia
|  | Juega por el 1.º puesto |

|  | Juega por el 3.º puesto |

|  | Juega por el 5.º puesto |

|  | Juega por el 7.º puesto |

### Resultados[5]

#### Primera fecha
| 7 de abril 17:00 | Tonga | 10 - 34 | Georgia | Estadio HKFC, Hong Kong    |                            |
|                  |       | Reporte |         | Árbitro(s): Ben Whitehouse | Árbitro(s): Ben Whitehouse |

| 7 de abril 19:00 | Estados Unidos | 37 - 0  | Hong Kong | HKFC Stadium, Hong Kong      |                              |
|                  |                | Reporte |           | Árbitro(s): Henrique Platais | Árbitro(s): Henrique Platais |

#### Segunda fecha
| 11 de abril 15:00 | Estados Unidos | 13 - 12 | Georgia | Estadio HKFC, Hong Kong          |                                  |
|                   |                | Reporte |         | Árbitro(s): Kaveni Talemaivalagi | Árbitro(s): Kaveni Talemaivalagi |

| 11 de abril 17:00 | Tonga | 39 - 16 | Hong Kong | HKFC Stadium, Hong Kong   |                           |
|                   |       | Reporte |           | Árbitro(s): Chris Linwood | Árbitro(s): Chris Linwood |

#### Tercera fecha
| 15 de abril 13:00 | Georgia | 21 - 8 | Hong Kong | Estadio HKFC, Hong Kong  |  |
|                   |         |        |           | Árbitro(s): Norman Drake |  |

| 15 de abril 15:00 | Estados Unidos | 22 - 28 | Tonga | HKFC Stadium, Hong Kong    |  |
|                   |                |         |       | Árbitro(s): Ben Whitehouse |  |

## Grupo B

### Posiciones
| Pos. | Equipo  | Encuentros | Encuentros | Encuentros | Encuentros | Tantos  | Tantos    | Tantos     | Puntos Bonus | Puntos Totales |
| Pos. | Equipo  | jugados    | ganados    | empatados  | perdidos   | a favor | en contra | diferencia | Puntos Bonus | Puntos Totales |
| ---- | ------- | ---------- | ---------- | ---------- | ---------- | ------- | --------- | ---------- | ------------ | -------------- |
| 1    | Japón   | 3          | 2          | 0          | 1          | 99      | 73        | + 26       | 4            | 12             |
| 2    | Uruguay | 3          | 2          | 1          | 0          | 67      | 59        | + 8        | 0            | 10             |
| 3    | Namibia | 3          | 1          | 0          | 2          | 78      | 75        | + 3        | 3            | 7              |
| 4    | Canadá  | 3          | 0          | 1          | 2          | 55      | 92        | - 37       | 0            | 2              |

Nota: Se otorgan 4 puntos al equipo que gane un partido y 2 al que empate
Puntos Bonus: 1 punto por convertir 4 tries o más en un partido y 1 al equipo que pierda por no más de 7 tantos de diferencia
|  | Juega por el 1.º puesto |

|  | Juega por el 3.º puesto |

|  | Juega por el 5.º puesto |

|  | Juega por el 7.º puesto |

### Resultados

#### Primera fecha
| 7 de abril 13:00 | Japón | 28 - 33 | Uruguay | Estadio HKFC, Hong Kong   |                           |
|                  |       | Reporte |         | Árbitro(s): Derek Summers | Árbitro(s): Derek Summers |

| 7 de abril 15:00 | Canadá | 25 - 37 | Namibia | HKFC Stadium, Hong Kong          |                                  |
|                  |        | Reporte |         | Árbitro(s): Kaveni Talemaivalagi | Árbitro(s): Kaveni Talemaivalagi |

#### Segunda fecha
| 11 de abril 13:00 | Japón | 34 - 28 | Namibia | Estadio HKFC, Hong Kong      |                              |
|                   |       | Reporte |         | Árbitro(s): Henrique Platais | Árbitro(s): Henrique Platais |

| 11 de abril 19:00 | Canadá | 18 - 18 | Uruguay | HKFC Stadium, Hong Kong    |                            |
|                   |        | Reporte |         | Árbitro(s): Ben Whitehouse | Árbitro(s): Ben Whitehouse |

#### Tercera fecha
| 15 de abril 17:00 | Uruguay | 16 - 13 | Namibia | Estadio HKFC, Hong Kong          |                                  |
|                   |         | Reporte |         | Árbitro(s): Kaveni Talemaivalagi | Árbitro(s): Kaveni Talemaivalagi |

| 15 de abril 19:00 | Canadá | 12 - 37 | Japón | HKFC Stadium, Hong Kong      |                              |
|                   |        | Reporte |       | Árbitro(s): Henrique Platais | Árbitro(s): Henrique Platais |

## Finales

### 7.º puesto
| 19 de abril 13:00 | Hong Kong | 30 - 33 | Canadá | Estadio HKFC, Hong Kong   |                           |
|                   |           | Reporte |        | Árbitro(s): Chris Linwood | Árbitro(s): Chris Linwood |

### 5.º puesto
| 19 de abril 15:00 | Georgia | 46 - 17 | Namibia | HKFC Stadium, Hong Kong      |                              |
|                   |         | Reporte |         | Árbitro(s): Henrique Platais | Árbitro(s): Henrique Platais |

### 3.º puesto
| 19 de abril 17:00 | Estados Unidos | 26 - 25 | Uruguay | HKFC Stadium, Hong Kong          |                                  |
|                   |                | Reporte |         | Árbitro(s): Kaveni Talemaivalagi | Árbitro(s): Kaveni Talemaivalagi |

### 1.º puesto
| 19 de abril 17:00 | Tonga | 10 - 35 | Japón | HKFC Stadium, Hong Kong    |                            |
|                   |       | Reporte |       | Árbitro(s): Ben Whitehouse | Árbitro(s): Ben Whitehouse |

| Bandera de Japón |
| Campeón Japón    |
| Primer título    |

## Posiciones finales
| Posición | Selección      |
| -------- | -------------- |
| 1        | Japón          |
| 2        | Tonga          |
| 3        | Estados Unidos |
| 4        | Uruguay        |
| 5        | Georgia        |
| 6        | Namibia        |
| 7        | Canadá         |
| 8        | Hong Kong      |